# Корнелюк, Александр Олегович
Алекса́ндр Оле́гович Корнелю́к (род. 28 июня 1950, Баку) — советский легкоатлет, серебряный призёр Олимпийских игр.

## Спортивная карьера
На Олимпийских играх 1972 в Мюнхене Александр Корнелюк завоевал серебряную медаль в эстафете 4×100 метров вместе с Юрием Силовым, Владимиром Ловецким и Валерием Борзовым. В личных соревнованиях на дистанции 100 метров занял 4 место в финале.
Чемпион СССР 1970, 1973 годов на дистанции 100 метров; 1973, 1974 годов в эстафете 4×100 м.

## Биография
С 1961 года Александр Корнелюк стал заниматься легкой атлетикой у прославленного тренера спортивного общества «Динамо» Афгана Гейдар оглы Сафарова, ставшего в 1957 году Заслуженным тренером СССР.
В 1967 году Александр Корнелюк поступил после школы в Азербайджанский государственный институт физической культуры.
После завершения спортивной карьеры учился в аспирантуре Государственного центрального института физической культуры (ГЦОЛИФК, ныне РГУФКСМиТ). Жил в Минске.